# Visite d'État
Une visite d'État (ou voyage d’État) est une visite officielle d'un chef d'État étranger à une autre nation. Elle est souvent la plus haute forme de contact diplomatique entre deux pays. Elle est marquée généralement par des cérémonies protocolaires.
Dans les démocraties parlementaires, les chefs d'État peuvent décliner ou accepter les invitations. Toutefois, ils doivent le faire avec le consentement de leur gouvernement et l'invitation doit être délivrée ou acceptée à l'avance.
Certaines visites officielles comprennent par ailleurs souvent ce que l'on appelle des « diners d'État » où le chef d'État étranger est l'invité d'honneur.

## En France

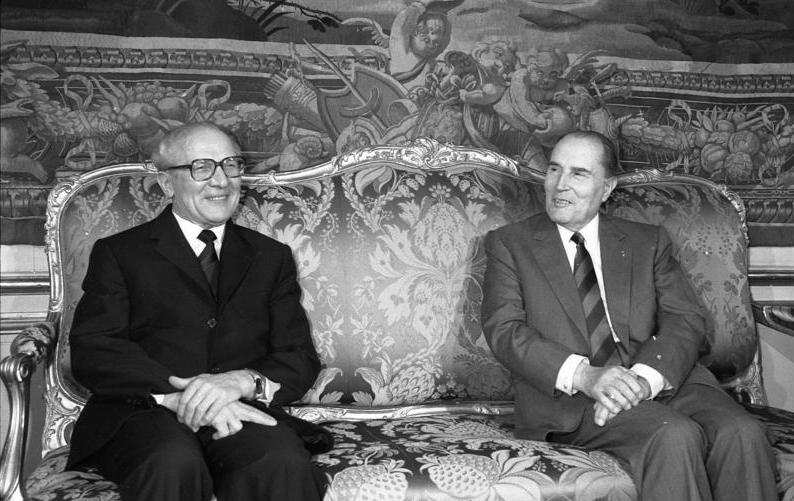
Erich Honecker au côté du président François Mitterrand à Paris (1988).

En France, la visite d'État est, dans le protocole français, le degré le plus élevé des visites à l’étranger devant le voyage officiel, le voyage de travail et le voyage privé,. 
La visite d'État est fixée par un protocole et un décorum plus importants : après l’accueil à l’aéroport, le chef d’État étranger est transporté en hélicoptère jusqu’à l’esplanade des Invalides avec un passage autour de la tour Eiffel, puis il se rend au palais de l’Élysée accompagné par un détachement de la Garde républicaine, à cheval ou à moto. L'avenue des Champs-Élysées est pavoisée aux couleurs nationales du pays honoré. 
Un dîner d'État est organisé à l’Élysée, généralement dans la salle des fêtes,. Depuis 1972, les chefs d’États en visite officielle sont logés à l'hôtel de Marigny.

## En Suisse
En Suisse, la visite d'État n'existe formellement que pour les chefs d'État étrangers visitant le pays. Constitutionnellement, la Suisse, ayant un chef d'État collectif composé de sept membres, le Conseil fédéral, ce dernier ne fait pas de visite d’État à l’étranger puisqu'il ne se déplace jamais in corpore. On parle alors de « visite présidentielle ».